# Igreja Católica na Noruega
O catolicismo na Noruega faz parte da Igreja Católica no mundo, sob a liderança espiritual do Papa e da Cúria Romana.
Havia, em outubro de 2012, mais de 115 mil católicos registrados na Noruega. O Anuário Pontifício de 2012, que dá os valores reportados pela igreja local de 31 de dezembro de 2010, indica 84.499 católicos na Diocese de Oslo, 3505 na Prelazia de Tromsø e 5.548 na de Trondheim, totalizandoe apenas 93552 fiéis - isso significa que a igreja teve um crescimento de cerca de 20% em apenas dois anos. Mas há também muitos católicos que não são registrados com o seu número de identificação pessoal e que não são relatados até mesmo pela igreja local, o número real pode ser de até cerca de 230.000 católicos, 70% dos quais são estrangeiros. Isso constitui cerca de 5% da população norueguesa, fazendo da Noruega o país mais católico do norte da Europa.

## Estrutura
O país está dividido em três circunscrições: Diocese de Oslo e as prelazias de Trondheim e Tromsø, e nas três somam-se 35 paróquias. Pelo menos mais duas estão prestes a serem consagradas. Uma quarta será construída na cidade de Oslo (São Martinho) e uma em Valdres (São Tomé, que por enquanto é uma capela), ambas na diocese de Oslo. Além disso, foi planejada a construção de mais uma paróquia em Bergen há anos, porém os planos não foram levados a cabo até então. A Igreja Católica é a segunda maior comunidade religiosa da Noruega pela quantidade de membros registados.
Quatro ordens religiosas voltaram para a Noruega: os cistercienses, dominicanos, o clarissas e trapistas. Em 2009, monges da Abadia de Cister dedicaram um novo mosteiro no país, nomeando-o Munkeby Mariakloster. Freiras trapistas, da mesma forma, compraram um terreno perto das ruínas de um mosteiro pré-Reforma, Tautra, no Fiorde de Trondheim, mudaram-se para o local e construíram um novo claustro, local de trabalho, casa de hóspedes e capela, chamando o novo mosteiro, Tautra Mariakloster. Além dessas quatro, outras 17 ordens também estão trabalhando no país, por exemplo, as irmãs de São Francisco Xavier. Também os beneditinos, que tinham um mosteiro na ilha de Selja na Idade Medieval, e foram convidados a retornar à Noruega. Os Bispos de Oslo, Trondheim e Tromsø participam da Conferência Episcopal Escandinava.
Costumava haver vários hospitais e escolas católicas em todo o país. Houve também um orfanato católico em Oslo. Entre 1967 e 1989, o governo socialista norueguês comprou a maior parte dessas instituições à força, o resto foram condenados a fechar as portas. Quase todas as escolas foram fechadas devido à pequena quantidade de alunos, apenas as escolas em Oslo, Arendal e Bergen sobreviveram.
Hoje em dia, as instituições de solidariedade católicas na Noruega são limitadas. Não há hospitais ou orfanatos católicos remanescentes, embora o número de escolas católicas está aumentando. Além das três escolas mencionadas anteriormente, uma nova escola primária foi aberta em Bodø. Há um colégio católico em Bergen e outro em Drammen.
A Fransiskushjelpen, uma instituição de caridade fundada em 1956 e dirigida por franciscanos, permanece ativa; enquanto que a Caritas Europa tem um escritório em Oslo.

## Origem
A Igreja Católica na Noruega é tão antiga quanto o próprio reino, que data de cerca de 900 d.C., com o primeiro monarca cristão sendo Haakon I a partir de 934.
O país foi considerado oficialmente convertido após a morte do rei Santo Olavo na Batalha de Stiklestad em 1030.
A posterior cristianização levou várias centenas de anos. Em grande parte do trabalho dos missionários anglo-saxões, a Igreja norueguesa é considerada a única filha do catolicismo inglês. O Cardeal Nicholas Breakspear, mais tarde Papa Adriano IV, estabeleceu uma província em 1152, a Arquidiocese de Nidaros, em Trondheim. Os anos prósperos da Alta Idade Média foram seguidos por declínio de Igreja e da nação.

## Da Reforma até 1843
O luteranismo, através da Reforma Protestante na Noruega, durou de 1526 a 1536. Propriedades da Igreja Católica e bens pessoais de padres católicos foram confiscados pela Coroa norueguesa. Padres católicos foram exilados e presos, a menos que se convertessem à fé luterana. O bispo Jon Arason de Holar, executado em 1550, foi o último bispo católico da Islândia  até o estabelecimento da Diocese de Reykjavík, em 1923. O Bispo de Hamar (1513-1537), Mogens Lauritsson, foi preso até sua morte em 1542.
Muitas tradições da Idade Média católica continuaram por muitos séculos adiante. No final do século XVIII e no XIX, uma interpretação estrita e puritana da fé luterana, inspirada pelo pregador Hans Nielsen Hauge, e distribuída através da Noruega, as práticas religiosas populares acabaram tornando-se puramente luteranas.
A Igreja Católica, no entanto, não foi autorizada a operar na Noruega entre 1537 e 1843, e durante a maior parte deste período, os padres católicos enfrentaram penas de execução. Em 1582 os católicos dispersos na Noruega e em outros países do Norte da Europa foram colocados sob a jurisdição de um núncio apostólico em Colônia, na Alemanha, no entanto, com a punição ameaçadora, o pastoreio católico não pôde se concretizar. No final do século XVI, alguns incidentes de cripto-catolicismo ocorreram dentro da Igreja Luterana da Noruega, mesmo que tenham sido apenas incidentes isolados .
A Congregação para a Evangelização dos Povos, criada em 1622, assumiu o comando do vasto campo missionário do norte da Europa, fora dividido em três partes: Núncio de Bruxelas (para os católicos da Dinamarca e Noruega), núncio em Colônia (principalmente para o norte da Alemanha) e o núncio na Polônia (Finlândia, Mecklemburgo, e Suécia).
Em 1688 a Noruega tornou-se parte do Vicariato Apostólico das Missões do Norte. Os bispos de Paderborn foram designados como administradores do vicariato. Cristiânia (hoje Oslo) teve uma congregação católica ilegal, mas tolerada na década de 1790. Resquícios dae fé católica sobreviveram em partes remotas do Reino até cerca de 1800.
Em 1834, as missões católicas na Noruega tornaram-se parte do Vicariato Apostólico da Suécia, centrado na capital sueca, Estocolmo. Em 1843, o Parlamento norueguês passou um ato de tolerância religiosa que prevê limitada liberdade religiosa e permitindo serviços religiosos públicos não-luteranos legais, pela primeira vez desde a Reforma Protestante.

## Desde a legalização em 1843
A primeira paróquia depois da Reforma foi estabelecida na capital em 1843, alguns anos depois, lugares de culto católico foram também abertos em Alta (Finnmark), Tromsø e Bergen. Considerando que a Noruega ao norte do círculo polar se tornou a Prefeitura Apostólica do Polo Norte, em 1855, o resto da Noruega ficou com o vicariato sueco.
Uma missão sui iuris foi criada em 7 de agosto de 1868, a partir de partes da Prefeitura do Polo Norte e do Vicariato sueco. Em 17 de agosto 1869, a missão tornou-se a Prefeitura Apostólica da Noruega. Em 11 de março de 1892 a Prefeitura Apostólica da Noruega foi promovida a Vicariato Apostólico da Noruega, com um nome alterado, Vicariato Apostólico da Noruega e Spitsbergen, entre 1º de junho de 1913 e 15 de dezembro de 1925. Em 1897, a proibição constitucional de outras práticas religiosas que não o luteranismo, foi banida, e com o tempo levou à criação de várias comunidades e mosteiros.
Em 10 de abril 1931, o Vicariato Apostólico da Noruega foi dividido em três jurisdições católicas separadas:
- Sul da Noruega: Vicariato Apostólico de Oslo (1931-1953), atualizado depois para Diocese de Oslo, em 1953;
- Noruega central: começou sendo chamado de Distrito Missionário da Noruega Central (1931-1935); depois Prefeitura Apostólica da Noruega Central (1935-1953);  Vicariato Apostólico da Noruega Central (1953-1979), e finalmente tornou-se a Prelazia de Trondheim, em 1979.
- Noruega ao norte do círculo polar: sua jurisdição, chamada de Distrito Missionário do Norte da Noruega (1931-1944); Prefeitura Apostólica do Norte da Noruega (1944-1955); Vicariato Apostólico do Norte da Noruega (1955-1979), e agora forma a Prelazia de Tromsø.

Religiosas que trabalhavam em hospitais e escolas fizeram muito para driblar as suspeitas populares sobre os católicos. Sigrid Undset, um convertido ao catolicismo, e o Rev. Hallvard Rieber-Mohn, OP, também contribuíram para isso. Luteranos e católicos foram se aproximando em firme oposição ao regime do Quisling durante a Ocupação da Noruega pela Alemanha nazista, entre 1940 e 1945.
Em 1956, a restrição constitucional final contra os católicos foi retirada, quando os jesuítas foram autorizados a entrar no país pela primeira vez desde a formação da ordem, em 1540, porém sabe-se que pelo menos um dos Jesuítas - chamado Xavier Rénom de la Baume - foi morto em uma ação das forças alpinas francesas durante a Batalha de Narvik.

## Imigrantes católicos
A Igreja Católica manteve-se em grande parte apenas uma igreja de minoria, contando com apenas alguns milhares de pessoas até as décadas que seguiram a Segunda Guerra Mundial. Em todo o país , as congregações locais consistiam de apenas algumas famílias cada. No entanto, com o aumento da imigração a partir da década de 1960, a Igreja Católica cresceu rapidamente: de 6.000 membros em 1966 para 40.000 em 1996 e para mais de 200.000 em 2013.
A princípio, os imigrantes eram da Alemanha, Países Baixos e França. A imigração do Chile, das Filipinas, e de uma ampla gama de outros países começaram na década de 1970. Entre os maiores grupos são descendentes de vietnamitas e tâmeis. Este desenvolvimento aumentou ainda mais depois de 2008, com um elevado número de imigrantes da Polônia e da Lituânia.

## Membros
| Ano  | Membros | Porcentagem |
| ---- | ------- | ----------- |
| 1971 | 9.366   | 0,24%       |
| 1980 | 13.923  | 0,34%       |
| 1990 | 26.580  | 0,62%       |
| 2000 | 42.598  | 0,98%       |
| 2010 | 66.972  | 1,37%       |
| 2011 | 83.018  | 1,68%       |
| 2012 | 102.286 | 2,04%       |

| Municipalidade | Católicos (2003) | Porcentagem | Católicos (2004) | Porcentagem | Católicos (2013) | Porcentagem |
| -------------- | ---------------- | ----------- | ---------------- | ----------- | ---------------- | ----------- |
| Oslo           | 14.908           | 2,8%        | 13.300           | 2,5%        | 34.000           | 5,4%        |
| Bergen         | 3.873            | 1,6%        | 4.044            | 1,7%        | 13.000           | 4,8%        |
| Bærum          | 1.816            | 1,7%        | 1.666            | 1,6%        | ___              |             |
| Stavanger      | 1.720            | 1,5%        | 1.568            | 1,3%        | 10.000           | 7,7%        |
| Trondheim      | 1.434            | 0,9%        | 1.416            | 0,9%        | 5.000            | 2,7%        |
| Kristiansand   | 1.251            | 1,6%        | 1.150            | 1,5%        | ___              |             |

## Lista de paróquias
| Diocese de Oslo - Catedral de Santo Olavo (Oslo) de 1843 - São Paulo (Bergen) de 1858 - São Pedro (Halden) de 1870 - Santa Brídgida (Fredrikstad) de 1878 - Nossa Senhora (Porsgrunn) de 1889 - Santo Ansgário (Kristiansand) de 1890 - São Hallvard, (Oslo) de 1890 - São Svithun (Stavanger) de 1898 - São Laurêncio (Drammen) de 1899 - São Francisco Xavier (Arendal) de 1911 - São Torfinn (Hamar) de 1924 - Santa Maria (Stabekk) de 1926 - São José (Haugesund) de 1926 - Santo Olavo (Tønsberg) de 1929 - Santa Teresa (Hønefoss) de 1935 - São Magno (Lillestrøm) de 1952 - Santa Maria (Lillehammer) de 1956 - São Miguel (Moss) de 1989 - Santa Maria (Askim) de 1992 - São Francisco (Larvik)de 1993 - São Tomé (Valdres), capela de 2007 - São Gudmund (Jessheim) de 2007 - Santa Clara (Kongsvinger) de 2007 - São João Batista (Sandefjord) de 2010 - São João Evangelista (Oslo) de 2013 | Prelazia de Tromsø - Catedral de Nossa Senhora (Tromsø) de 1859 - São Miguel (Hammerfest e São José, Alta (1855)) de 1874 - Santa Sunniva (Harstad) de 1893 - Sagrada Família (Stamsund) de 1935 - Santo Agostinho Erlendsson (Bodø) de 1951 - Cristo Rei (Narvik) de 1988 - Espírito Santo (Mosjøen) de 2003 Prelazia de Trondheim - Sagrado Coração de Jesus (Trondheim) de 1872, unida à de Santo Olavo, em 1929 - Catedral de Santo Olavo (Trondheim) de 1902 - Santa Sunniva (Molde) de 1923 - Santo Agostinho Erlendsson (Kristiansund) de 1934 - Nossa Senhora (Ålesund) de 1959 - São Torfinn (Levanger) de 1964 |

## Galeria

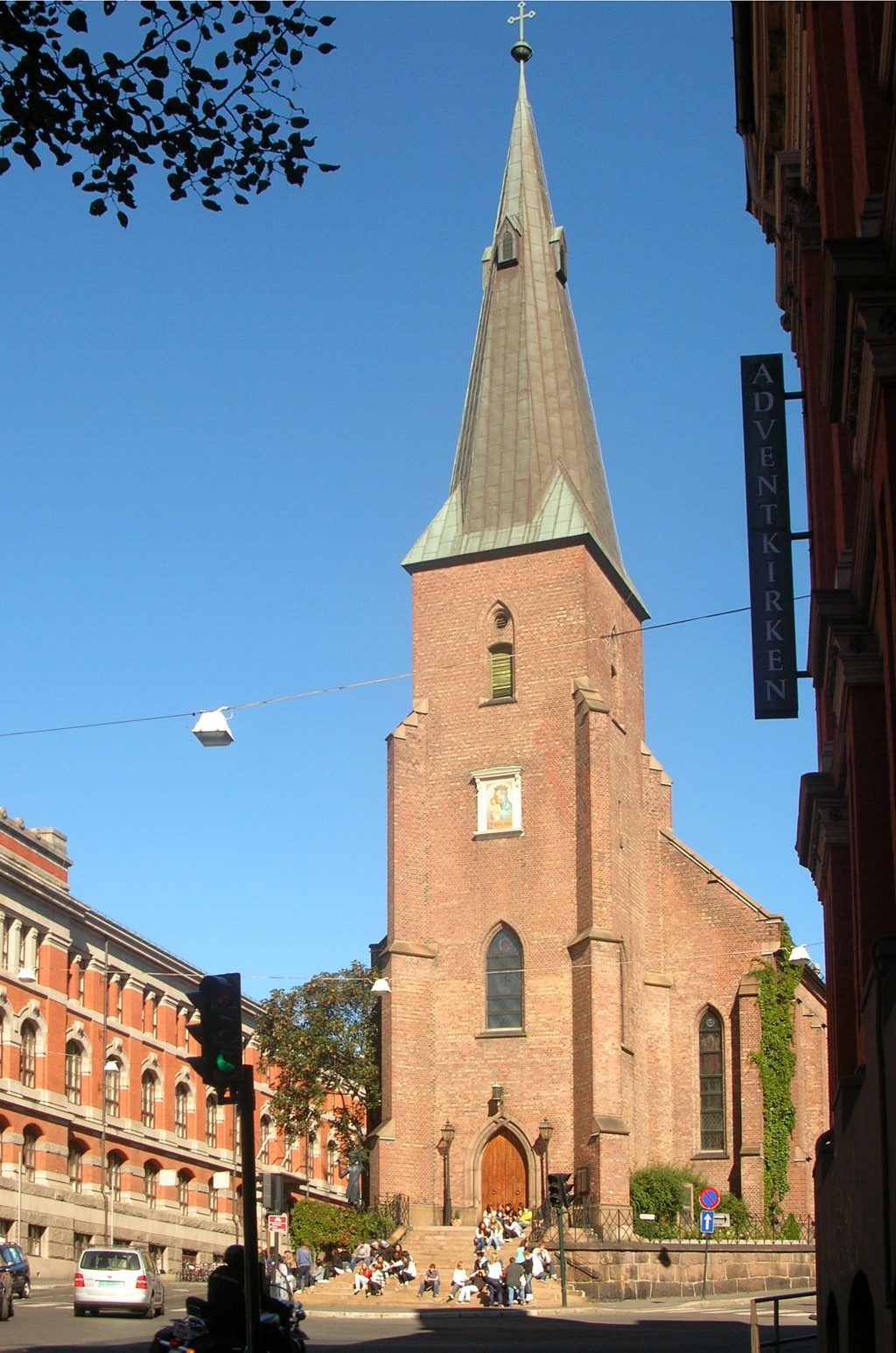
Catedral de Santo Olavo (Oslo)
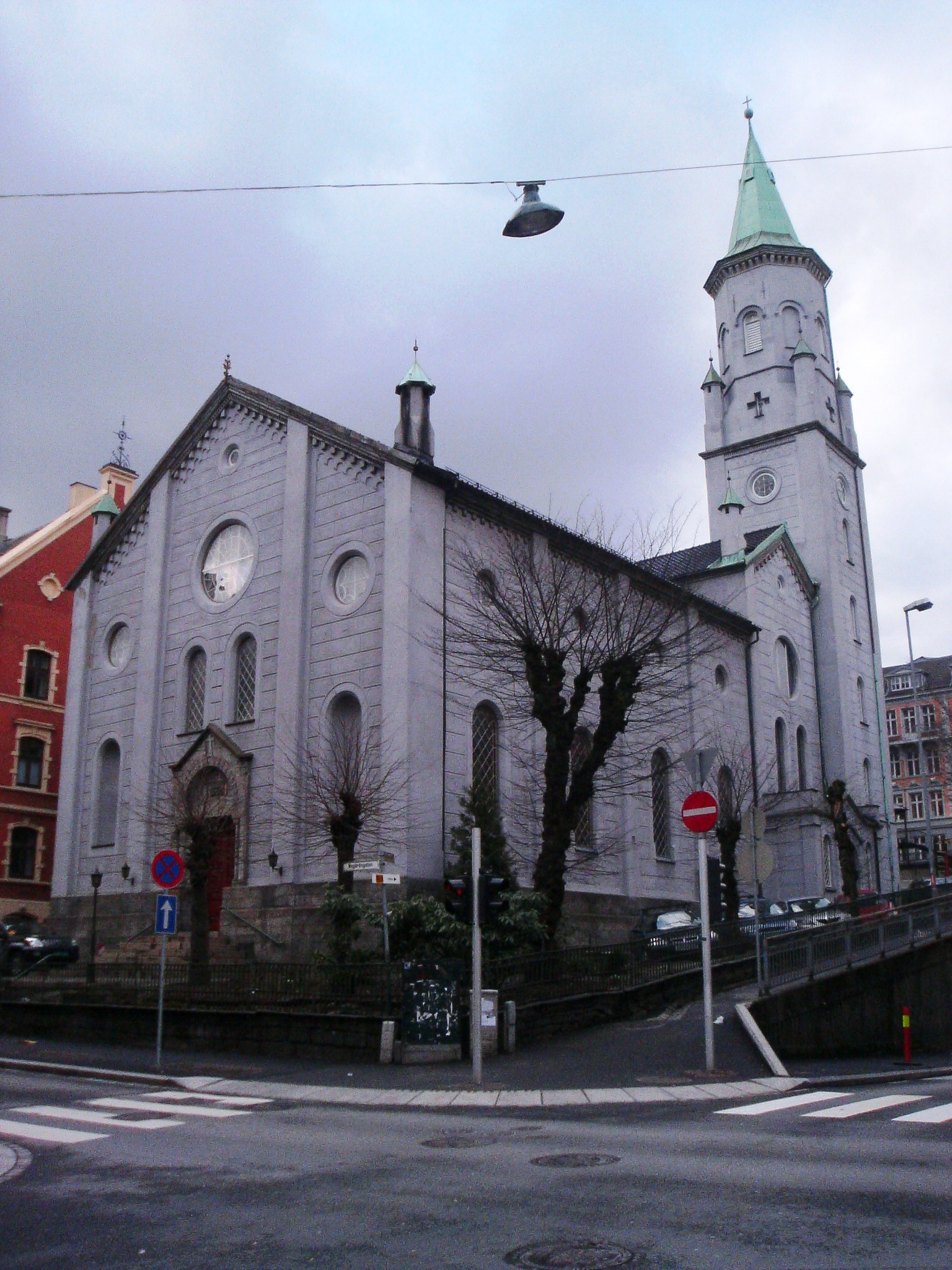
São Paulo (Bergen)
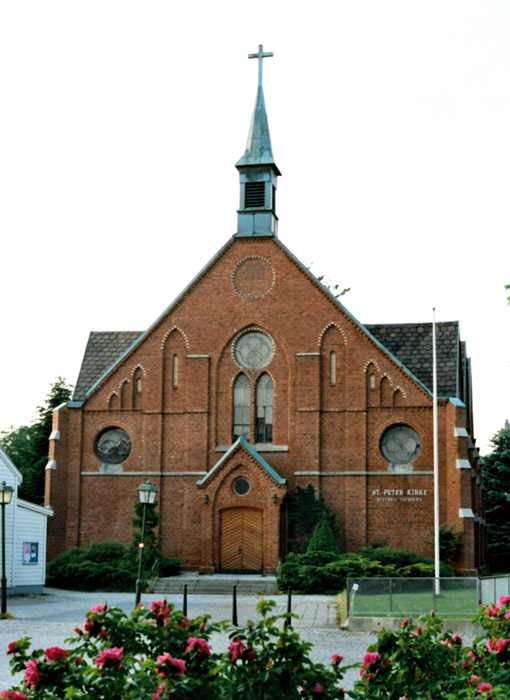
Igreja de São Pedro, Halden
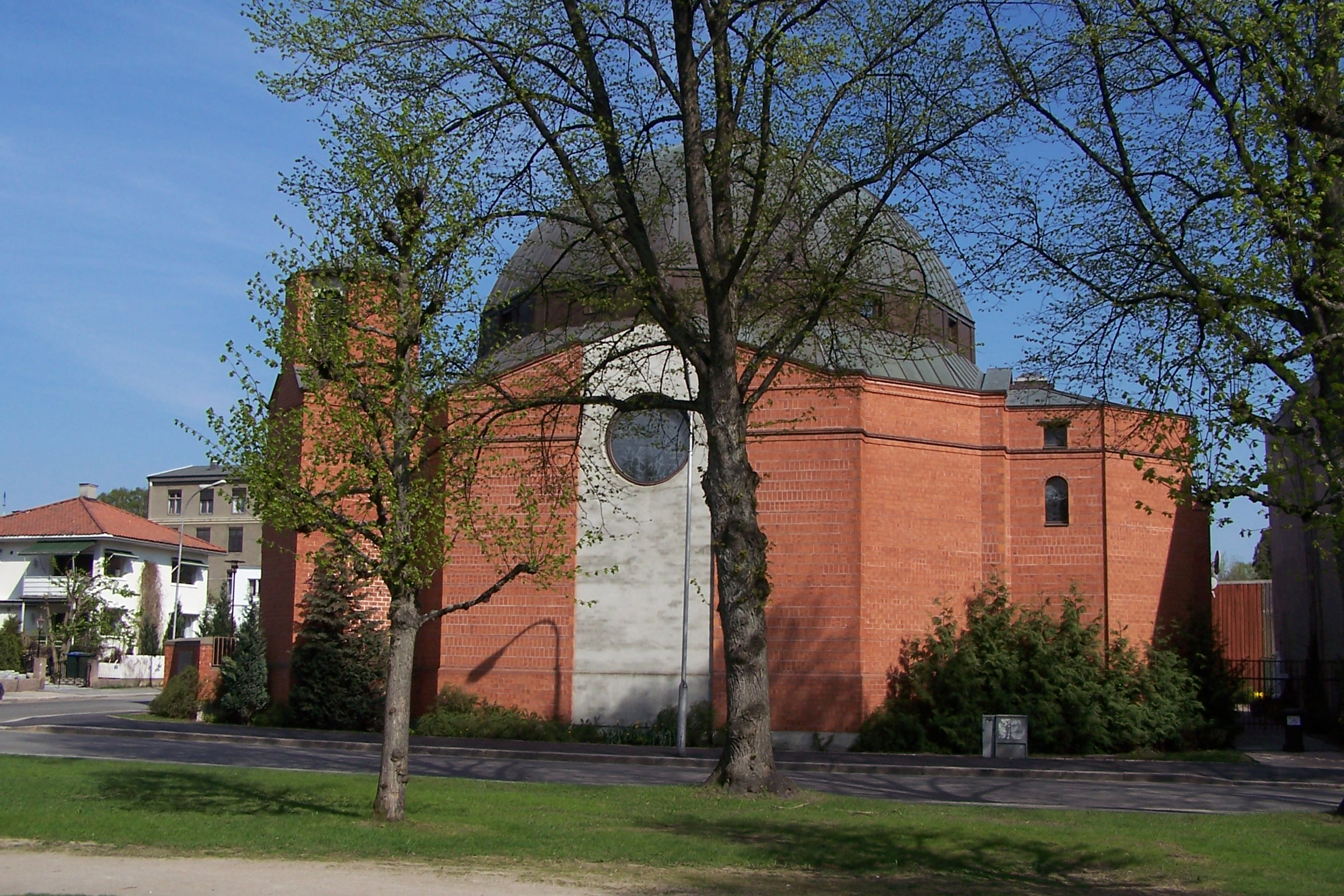
Santa Brígida, Fredrikstad
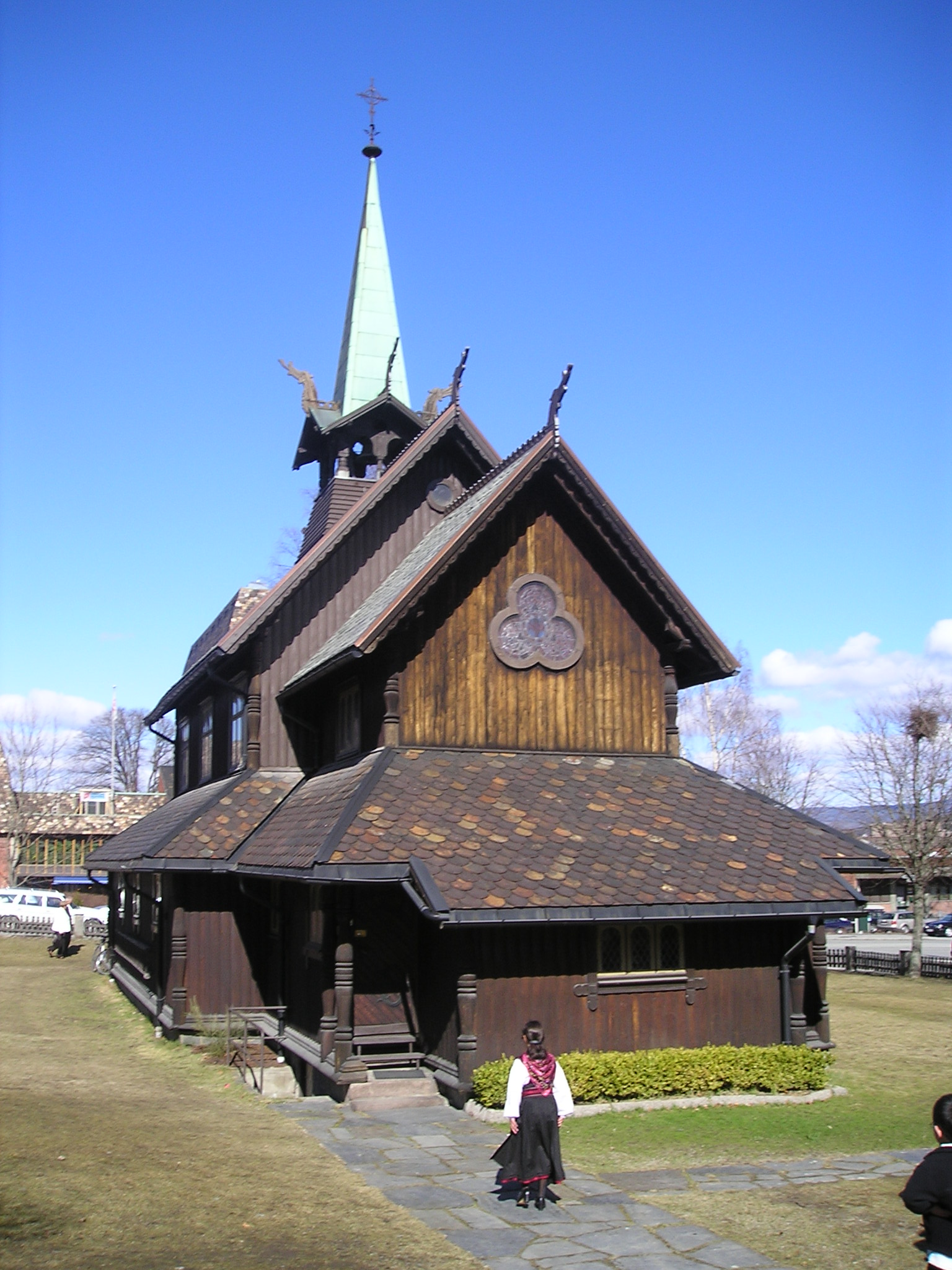
Igreja de Nossa Senhora, Porsgrunn
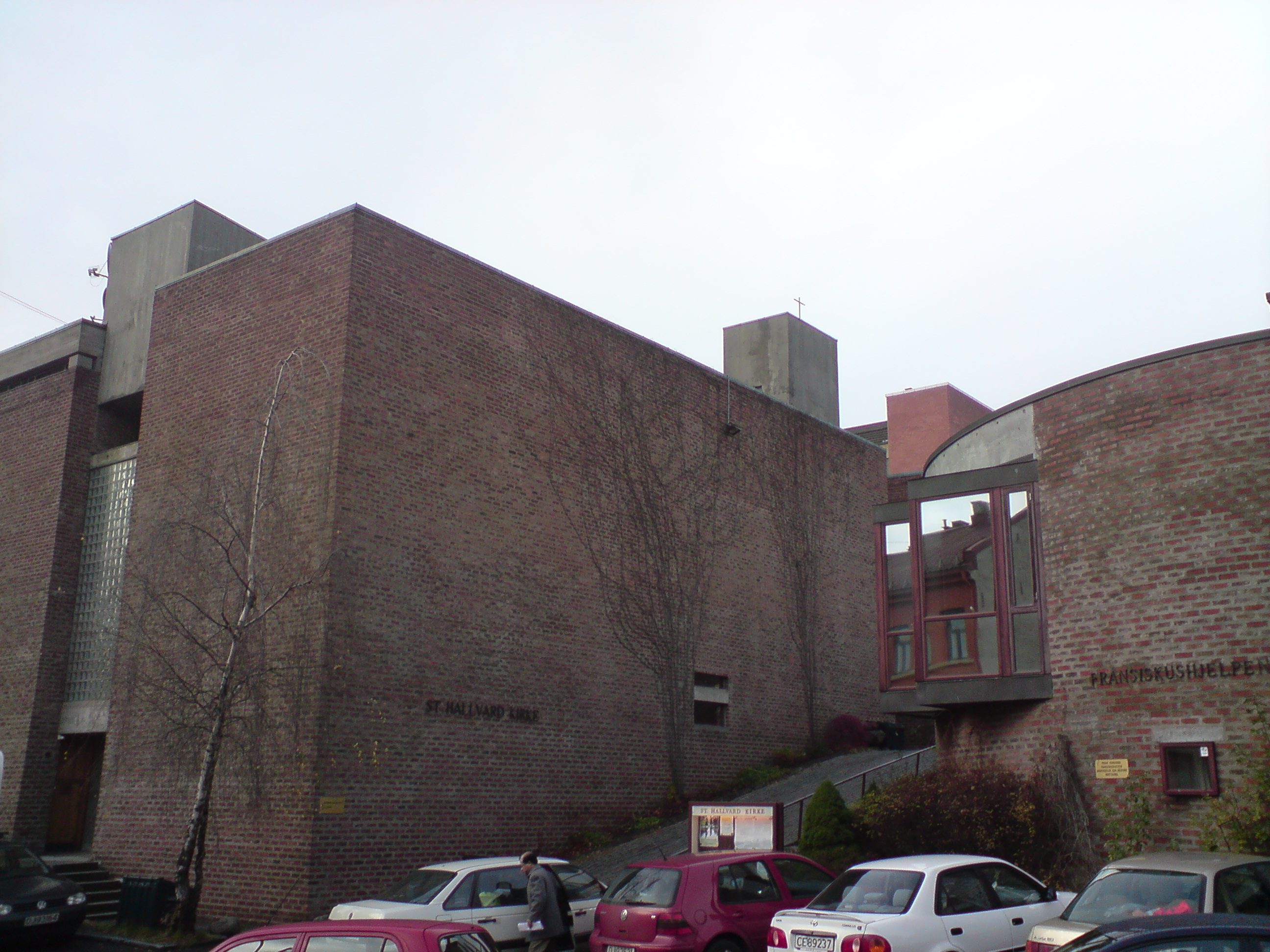
Igreja e mosteiro de São Hallvard, Oslo
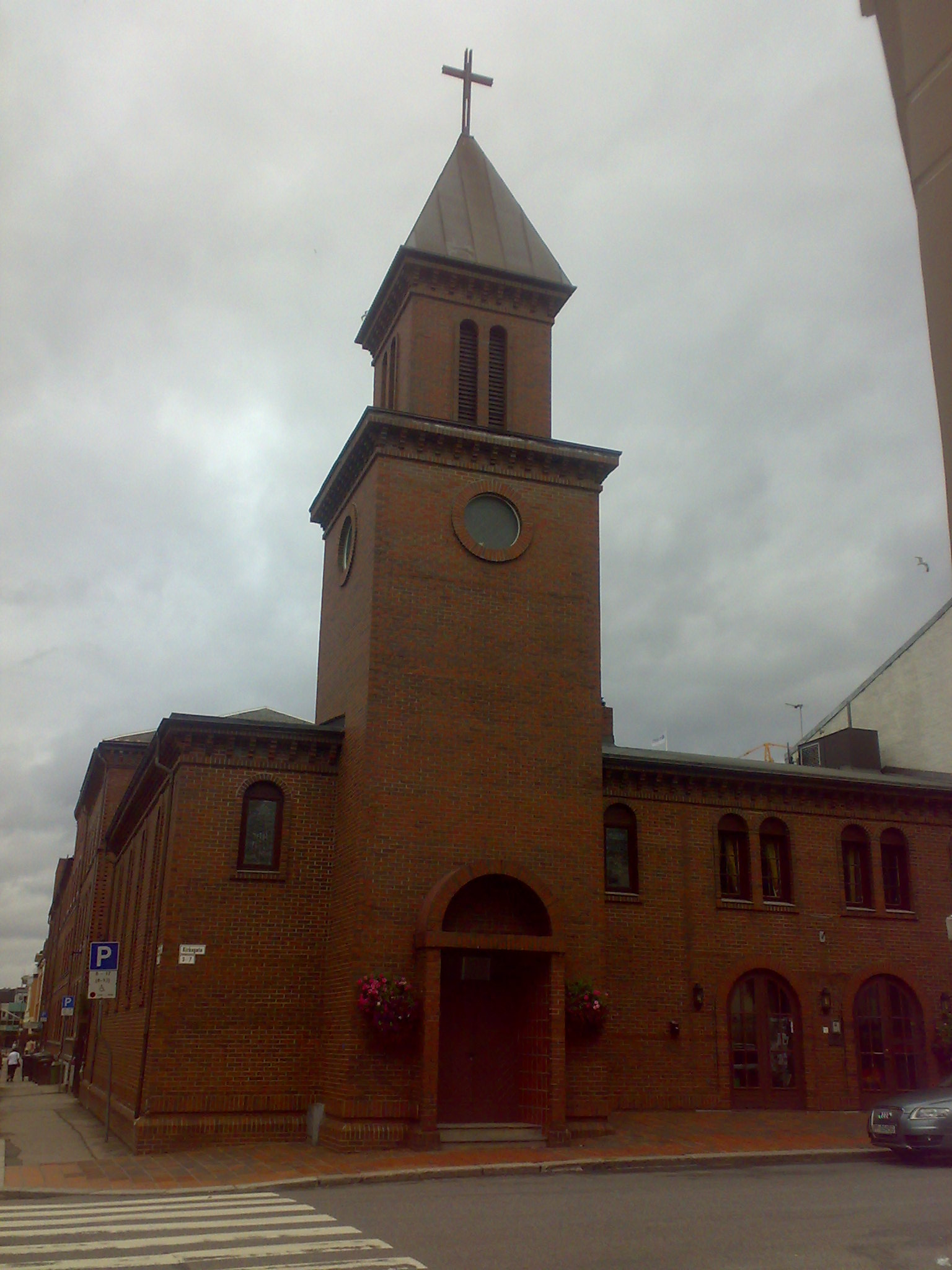
Santo Ansgário, Kristiansand
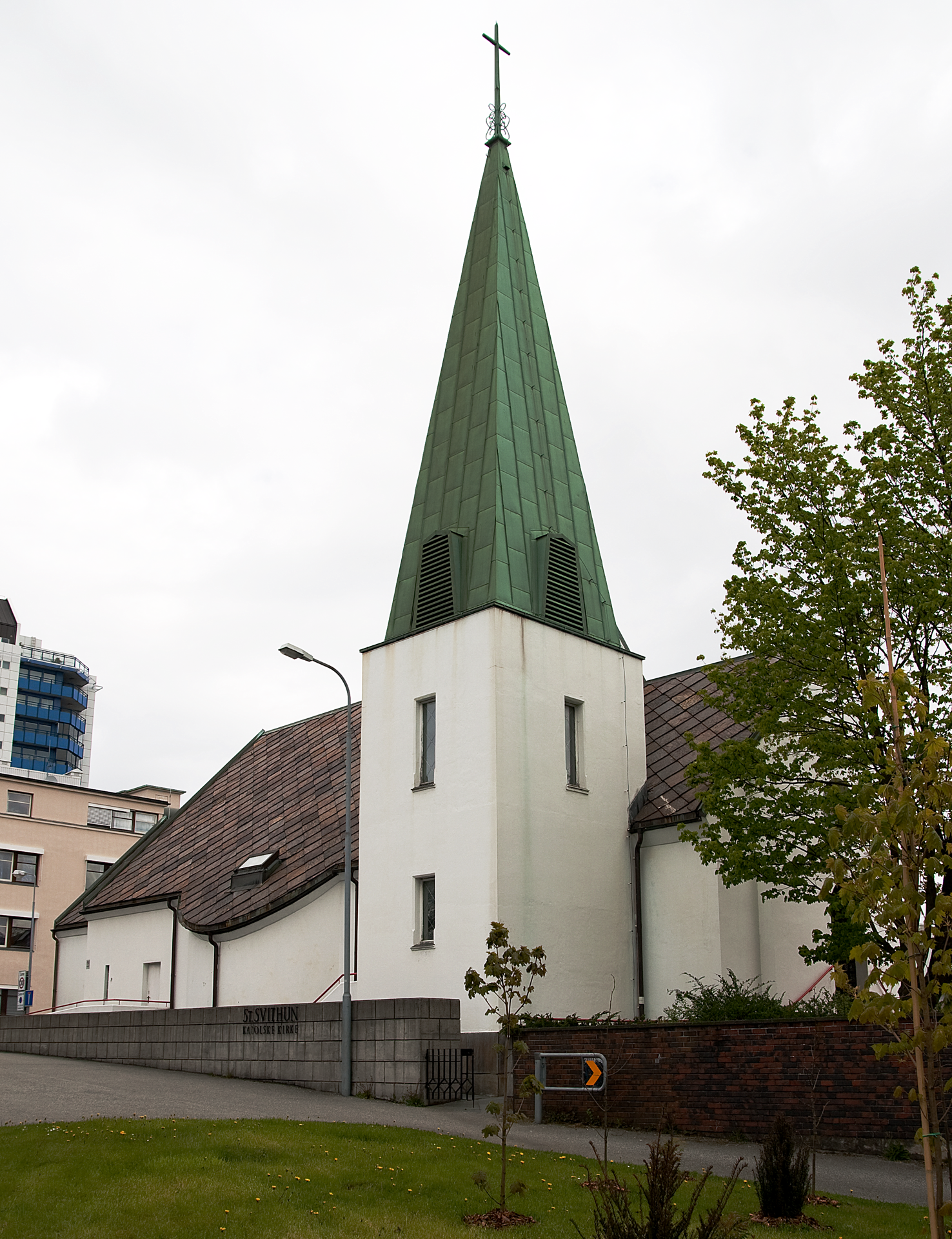
Santo Svithun, Stavanger
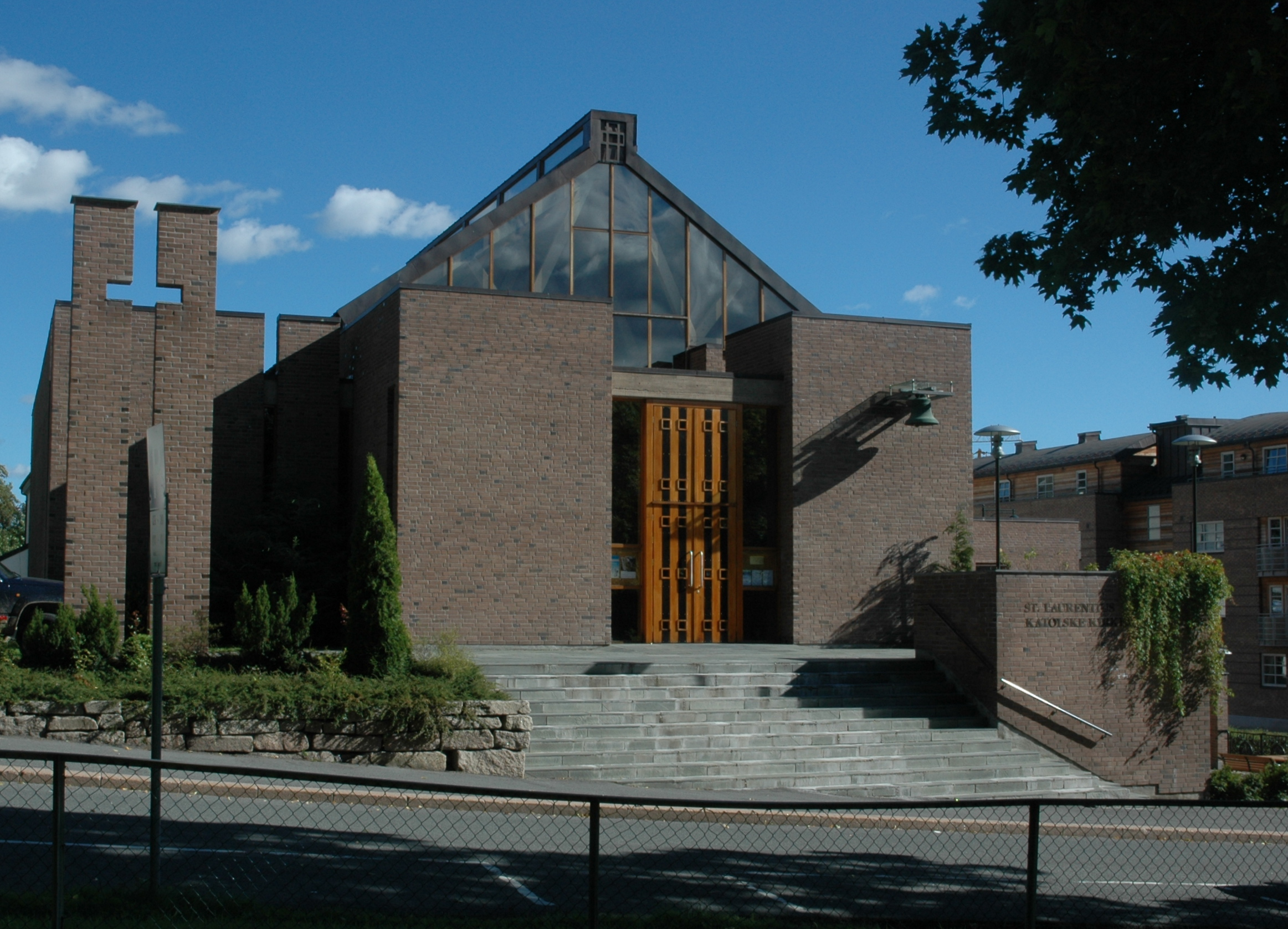
São Laurêncio, Drammen
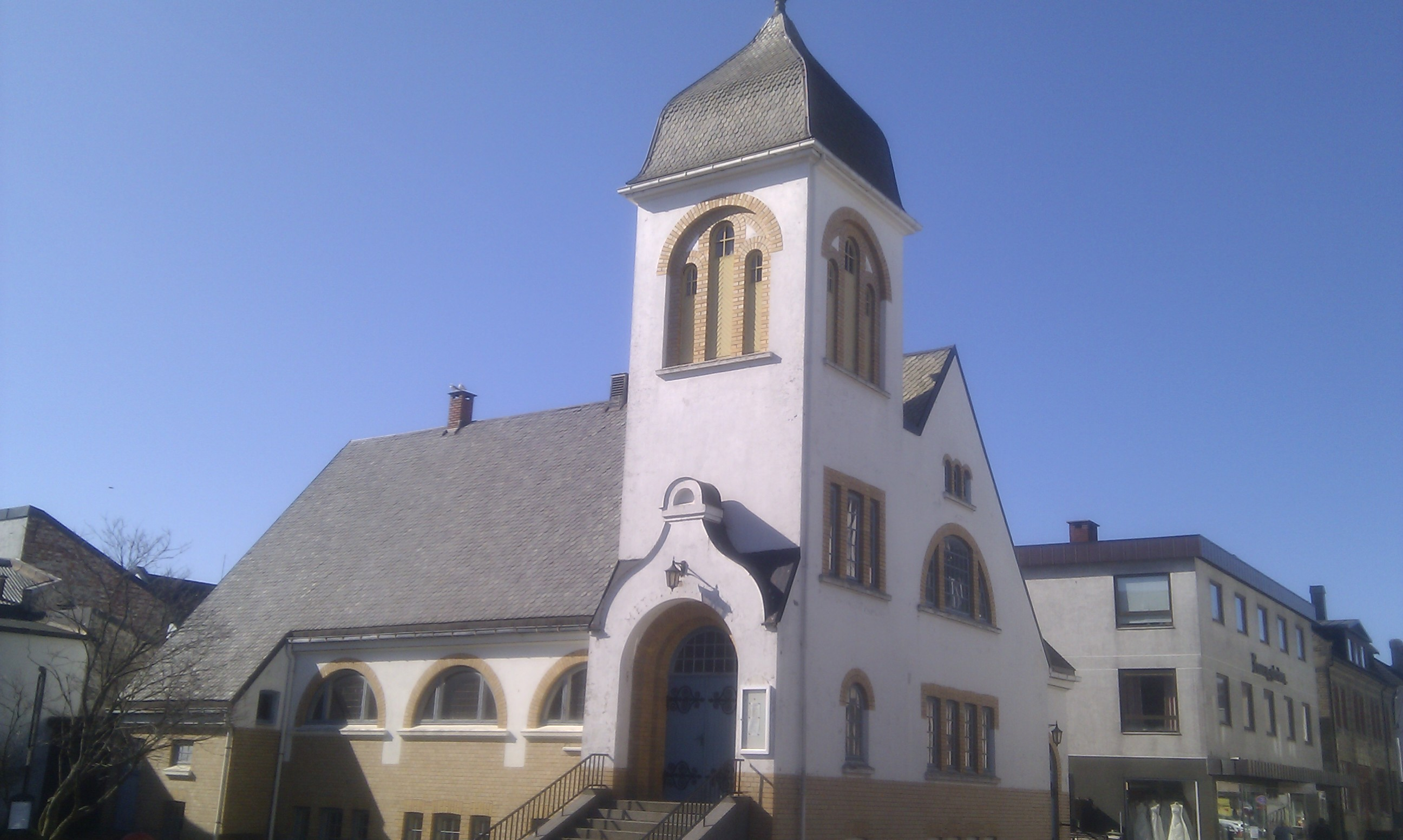
São João Batista, Sandefjord
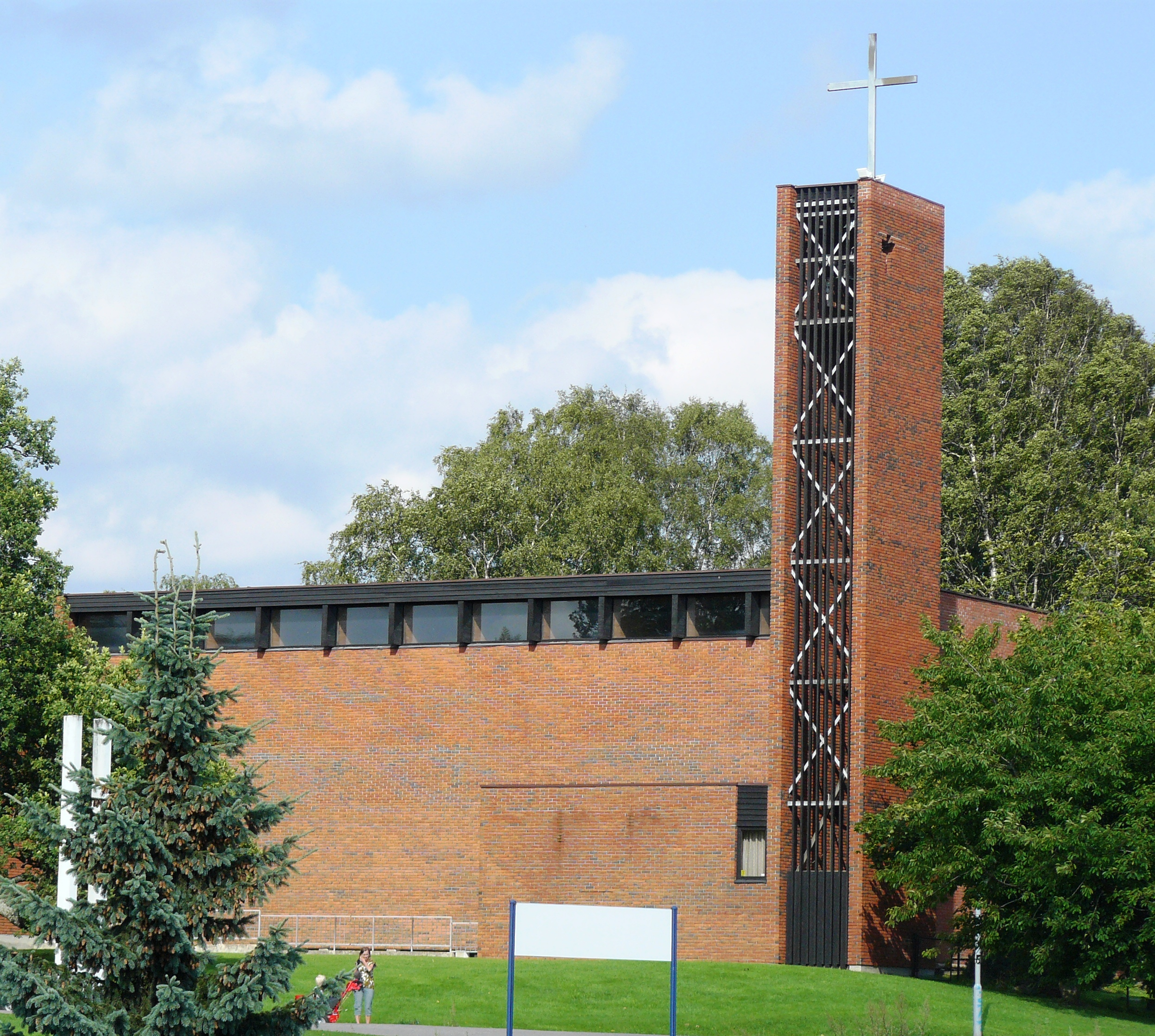
São João Evangelista, Oslo
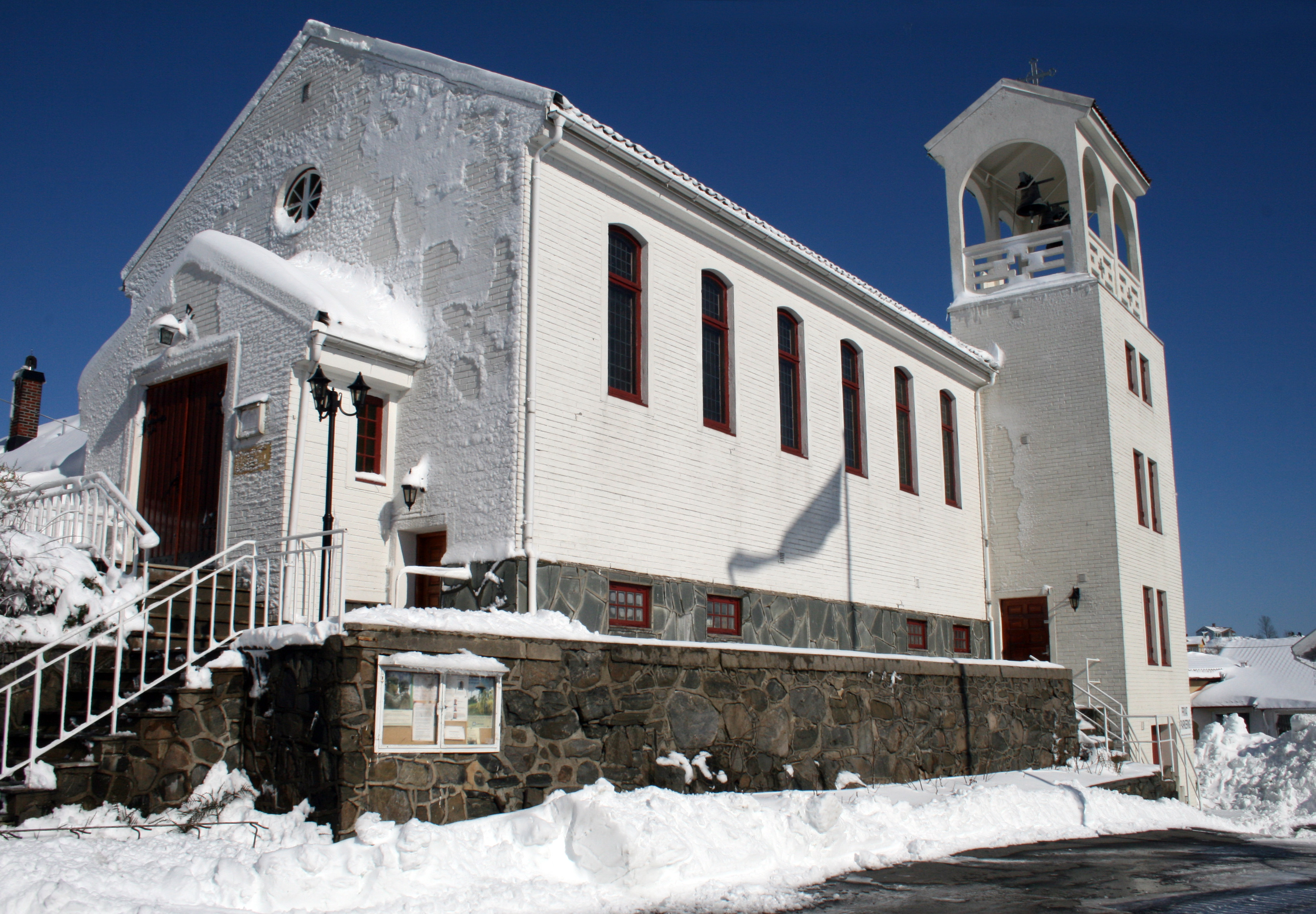
São Francisco Xavier, Arendal
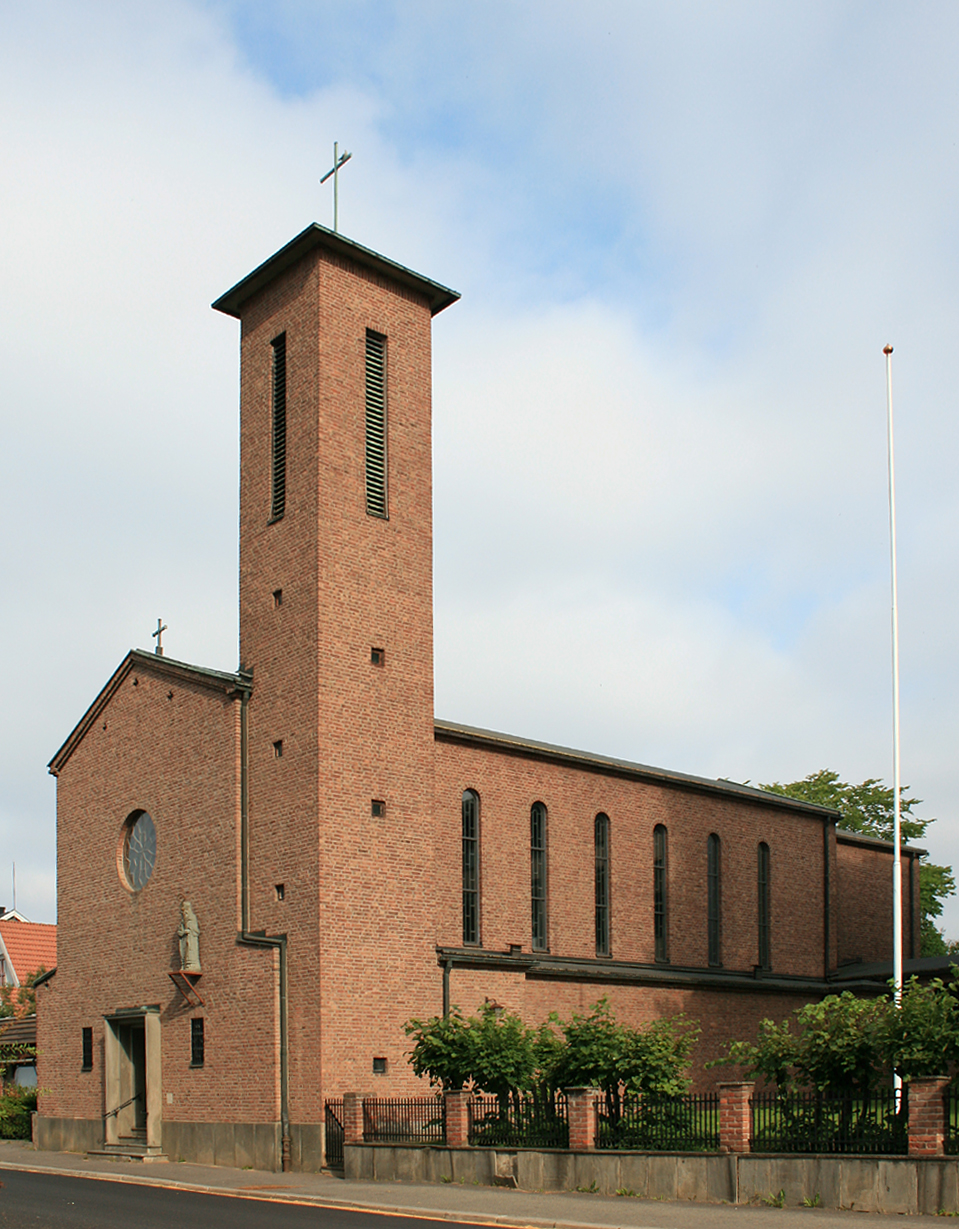
São Thorfinn, Hamar
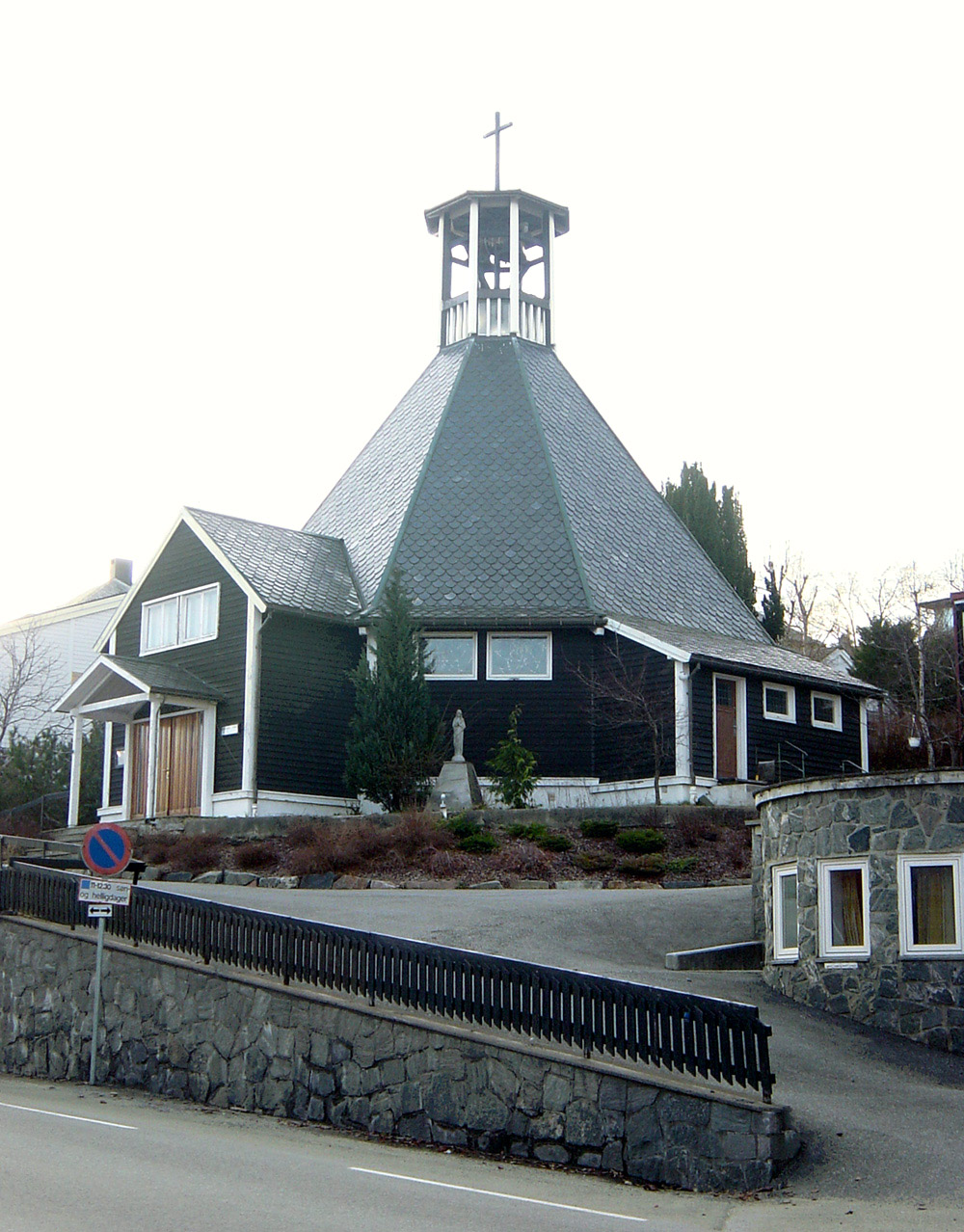
Santa Sunniva, Molde
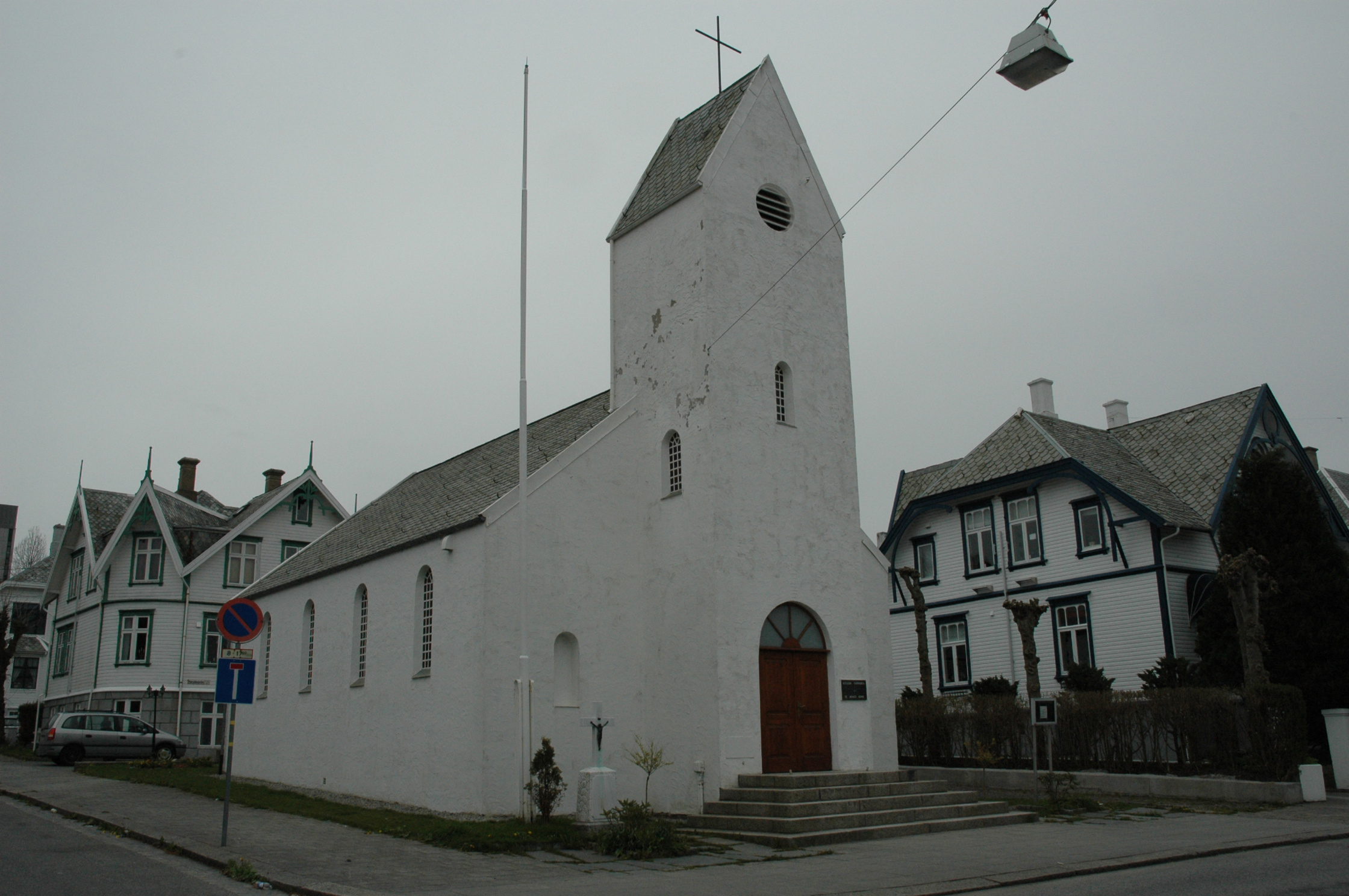
São José, Haugesund
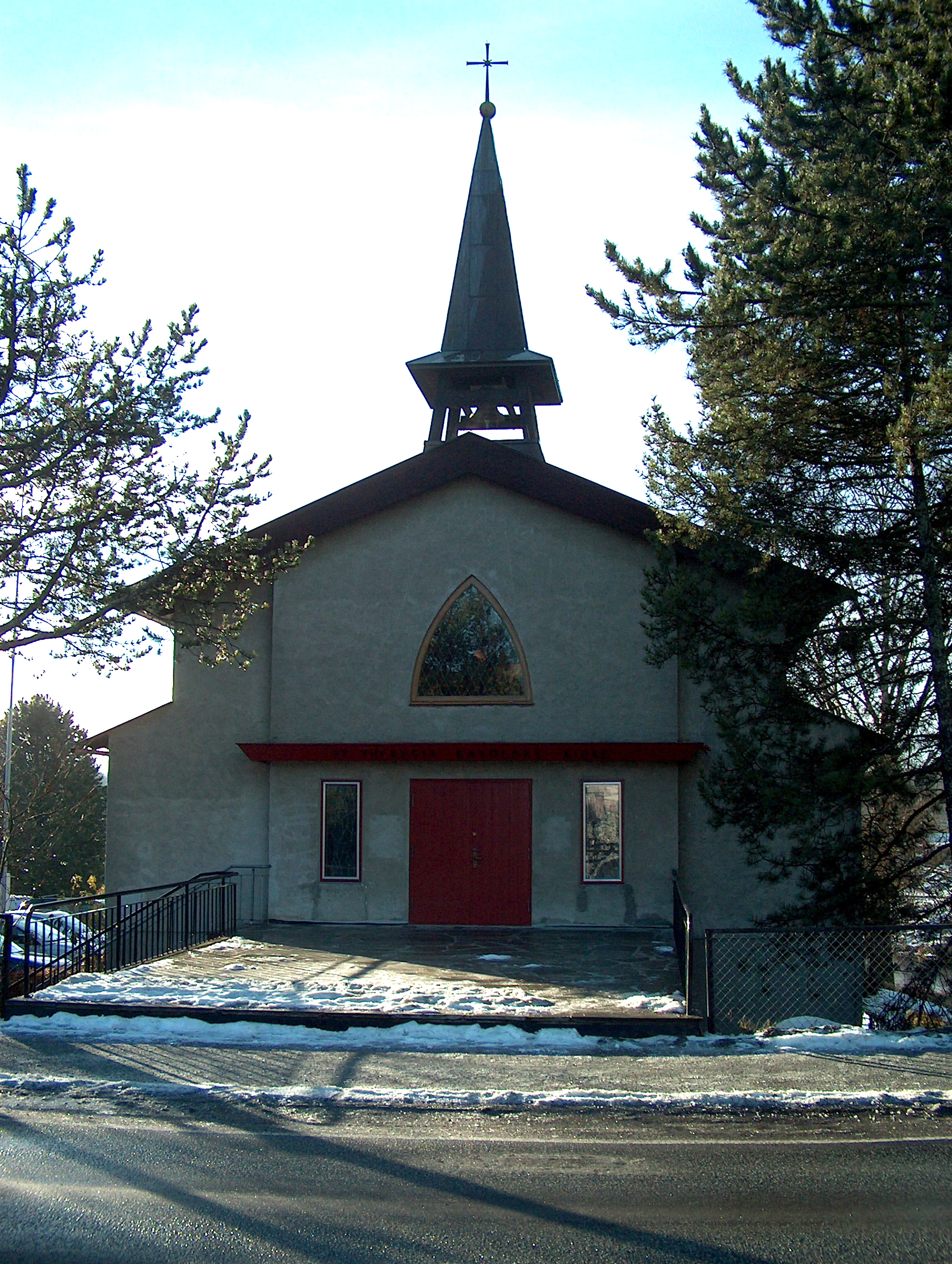
Santa Teresa, Hønefoss
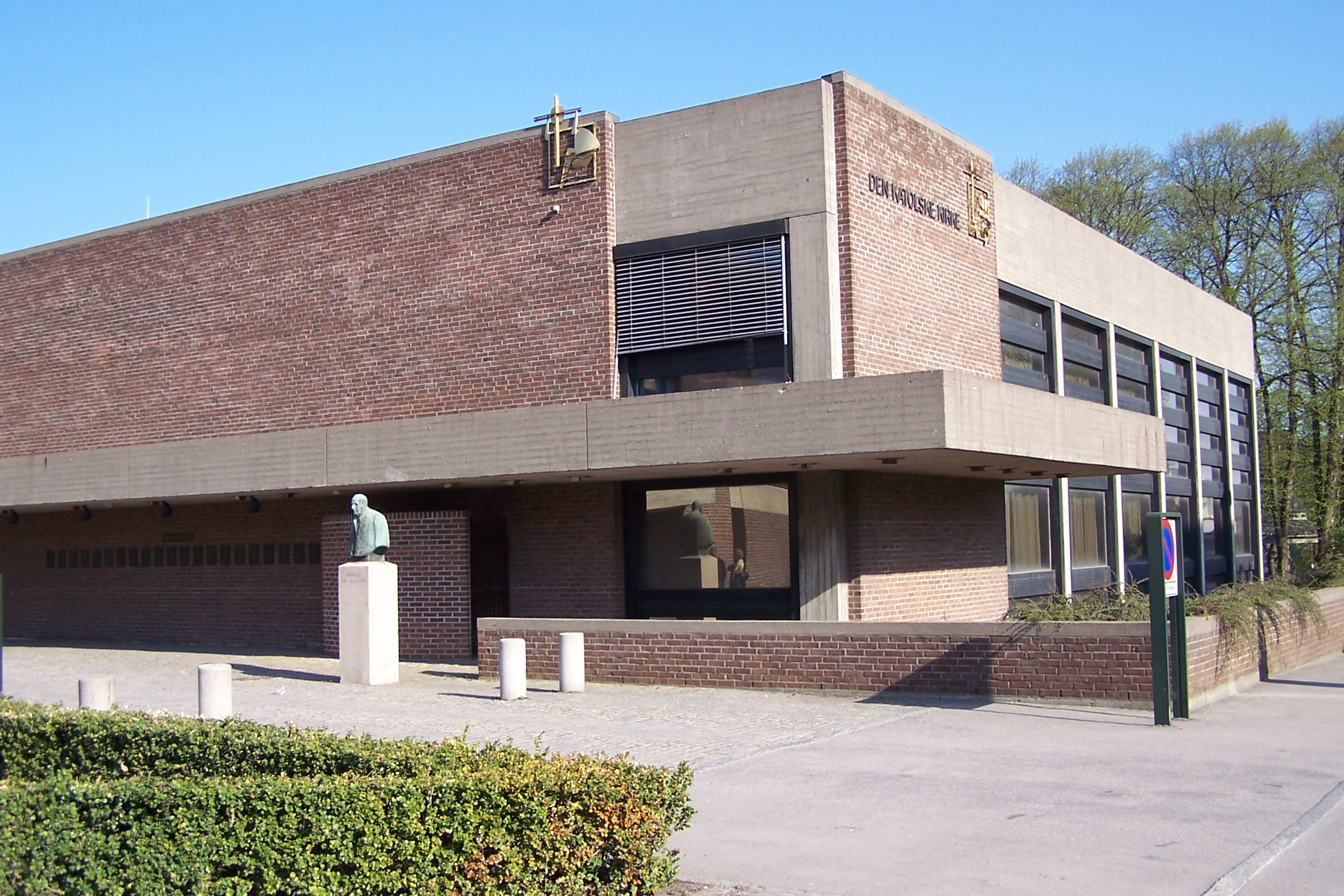
São José, Moss
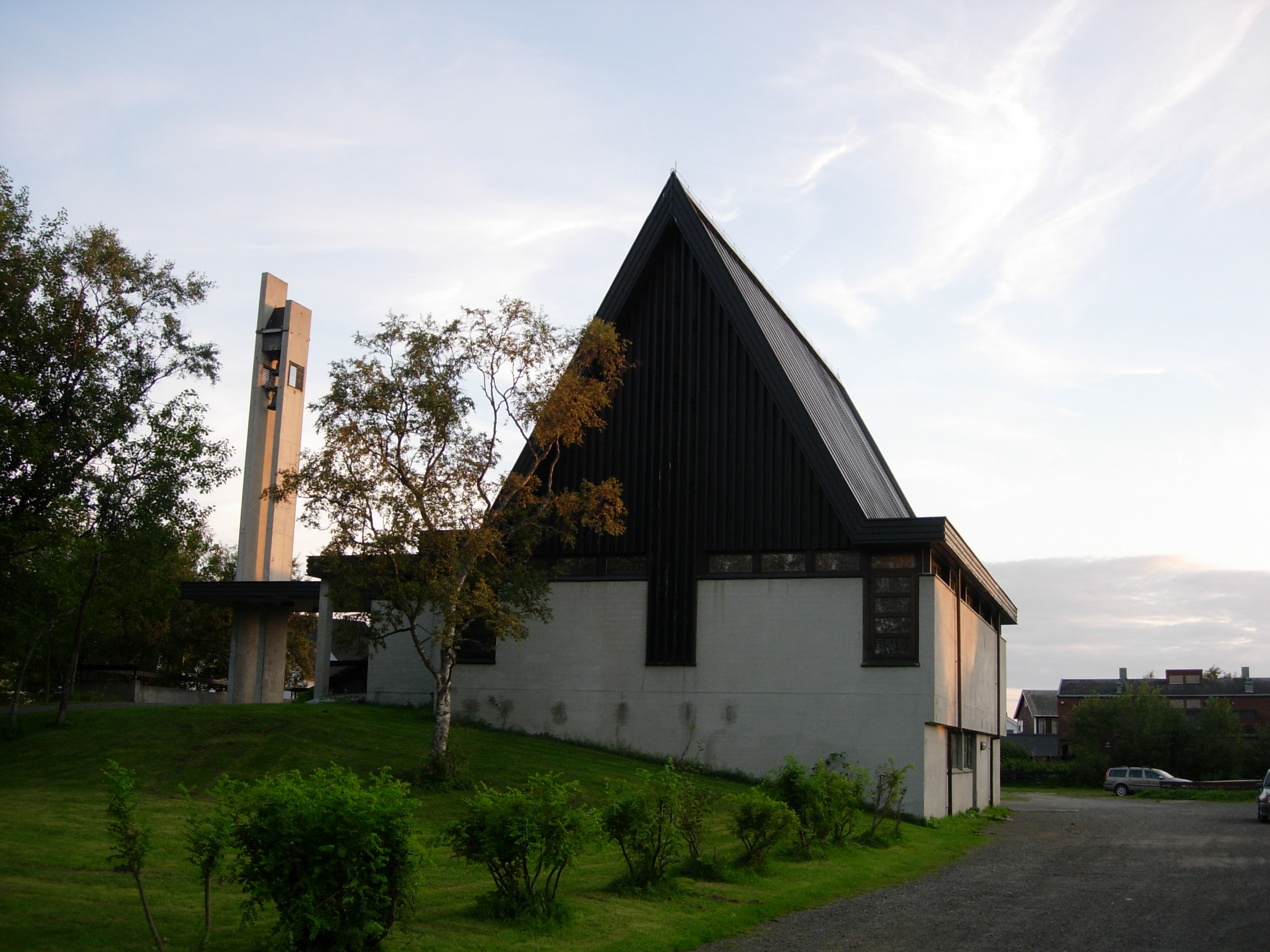
Santo Agostinho Erlendsson, Bodø
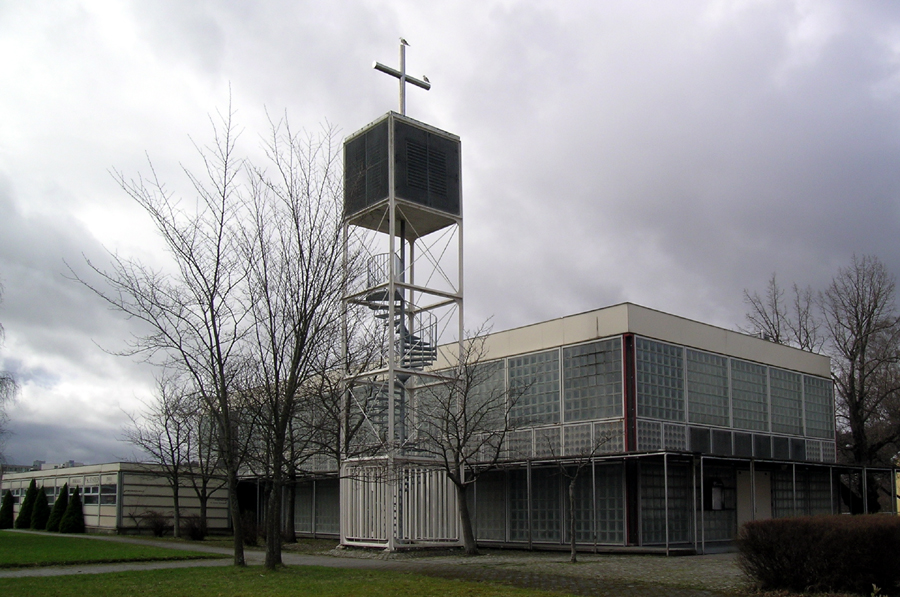
Catedral de Santo Olavo, Trondheim
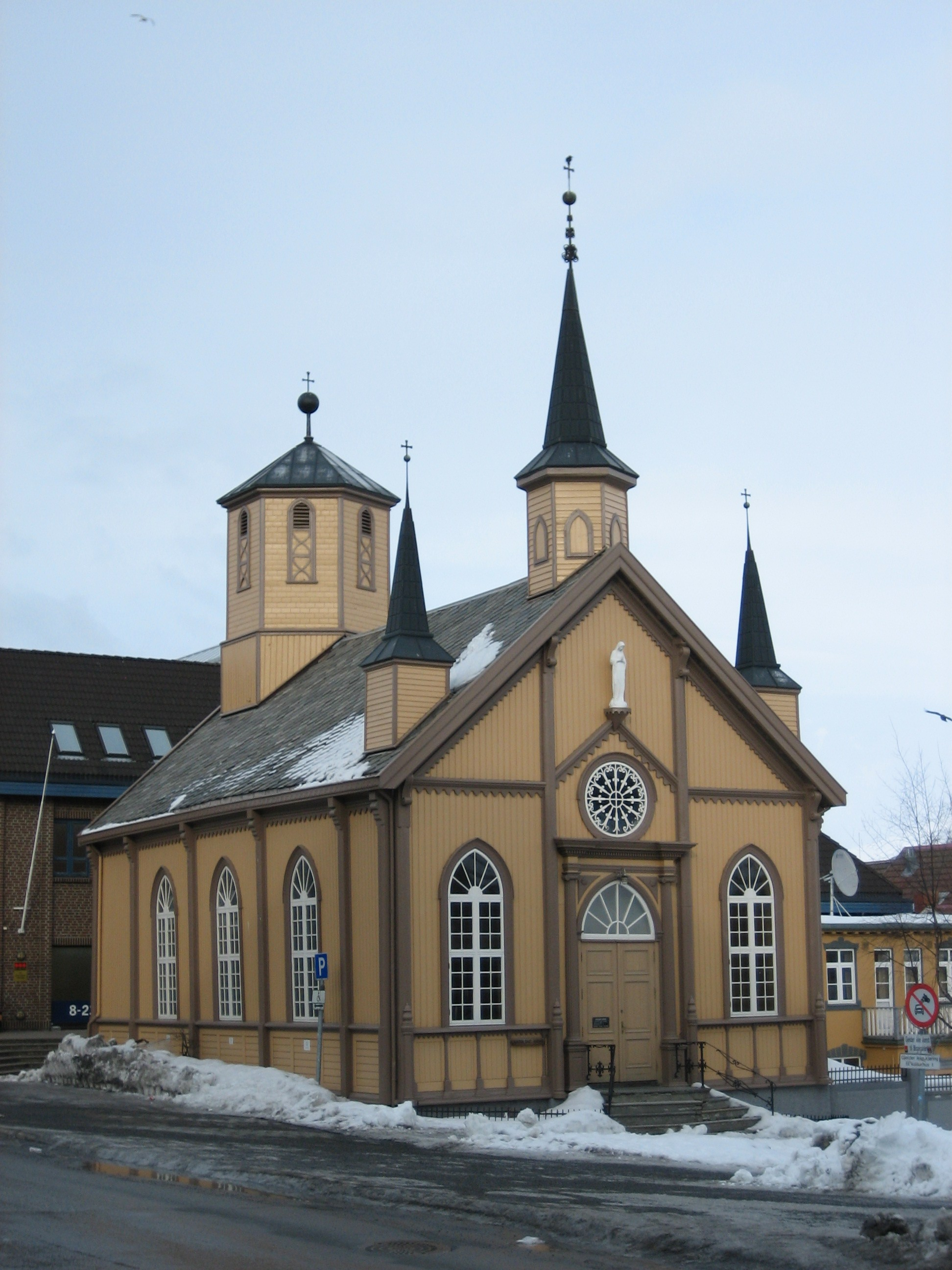
Catedral de Nossa Senhora, Tromsø